# Victor Mavedzenge
Victor Mavedzenge (* 1974 in Masvingo, Simbabwe) ist ein simbabwischer Maler, Performance- und Objektkünstler und Lyriker.
Er studierte in Harare am Polytechnic College „Fine Arts“. Bis 2003 unterrichtete er Kunst an einer Schule für schwer erziehbare Kinder, entschied sich dann aber für ein Leben als frei arbeitender Künstler. Er gilt als herausragender Vertreter einer neuen Generation afrikanischer Künstler, die mit ihrer Arbeit die Wege der traditionellen afrikanische Kunst verlassen konnten und die energetische Ausstrahlung des vergessenen Kontinents auf ihre Werke übertragen.
2008 erhielt er an der Central Saint Martins College of Art and Design ein Postgraduiertendiplom in Fine Arts und 2010 erlangte er einen Masters in Fine Arts an der Slade School of Fine Art in London.
Die Liste seiner Projekte umfasst nebst zahlreichen Ausstellungen unter anderem Caritas-Ausstellungen für das Kinderheim der „Just Children Foundation“ in Harare, die vielbeachtete Ausstellung Impressionen in Deutschland sowie Workshops und Ausstellungen in Zusammenarbeit mit dem Goethe-Zentrum Simbabwe.
Seine überwiegend abstrakten Werke setzen sich häufig mit der Situation und Rolle der Frau auseinander und zielen darauf, dass der Betrachter seine geschlechtsspezifische Rolle in der Gesellschaft überdenkt und für sich persönlich durchbricht.
Als Weltbürger unternahm er Reisen nach Deutschland, Frankreich, die Niederlande, Großbritannien, Österreich und in die USA. Seine Werke befinden sich weltweit in Privatbesitz sowie in der Nationalgalerie Simbabwes.
Zunehmend beachtet werden seine poetischen Werke, die in ihrer Sprache mehrdeutig, seinen Gemälden ähnlich auf mehreren Ebenen, zum Nachdenken anregen.